# Псиф (приток Варнавинского канала)
Псиф — река в России, протекает по территории Крымского района Краснодарского края. Устье реки находится сейчас в Варнавинском сбросном канале. Длина реки — 16 км, площадь водосборного бассейна — 45,4 км².
Высота истока — 270 м над уровнем моря.
У Псифа есть приток — река Прохладная длиной около 8 км.
Название происходит от адыг. Псы («вода») и адыг. Фы («чистая»).

## Данные водного реестра
По данным государственного водного реестра России относится к Кубанскому бассейновому округу, водохозяйственный участок реки — Варнавинский Сбросной канал. Речной бассейн реки — Кубань.
Код объекта в государственном водном реестре — 06020002012108100006153.